# Leptoserolis nototropis
Leptoserolis nototropis är en kräftdjursart som först beskrevs av Mrs. Sheppard 1933.  Leptoserolis nototropis ingår i släktet Leptoserolis och familjen Serolidae. Inga underarter finns listade i Catalogue of Life.